# Bi Bi Monajemeh Nishaburi
Bi Bi Monajemeh Nishaburi   (Nixapur, 1203 (Gregorià) - Iran, 1280)

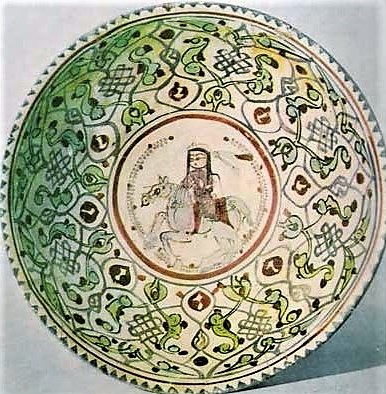
Bi Bi Monajemeh Nishaburi representada en una ceràmica seljúcida

(بی بی منجمه نیشابوری) va ser una matemàtica i astrònoma iraniana, principalment coneguda pels seus treballs com a astrònoma quan treballava per als reis.

## Biografia
El seu pare, Kamal ad-Din Semnani, era el cap del grup Shafi'i a Nishabur i un astrònom que treballava al regne de Mahoma II de Khawrezm. La seva mare era neta de Mohammad ebn-Yahya, el famós advocat de Khorasan. Monajemeh va conèixer l'astronomia del seu pare, a més, la seva casa solia ser un lloc principal per a reunions d'erudits, elits i filòsofs. Tot això havia donat a Monajemeh l'oportunitat de conèixer les matemàtiques i l'astronomia quan era tan jove. Més tard, es va convertir en una de les científiques de la seva època. El coneixement i el domini de Monajemeh en astronomia la van fer famosa en el seu temps i li van donar l'oportunitat de treballar com a astrònoma i consultora dels reis de la seva època. Es va casar amb Majd ad-Din Mohammad, que era una elit a l'oficina del rei (Jala ad-Din Mingburnu) i van viure durant anys a la cort del rei abans d'emigrar a Damasc. Van tenir un fill, Amir Naser ad-Din Hossein (ab. Naser ad-Din). Naser ad-Din va ser cap de comandants a finals de la dinastia Seljuq. També va ser historiador. Va escriure sobre la història de Seljuq al seu llibre "الاوامور العلانیه فی الامور العلانیه", que inclou sobretot la història dels Seljug des de l'any 1209 fins al 1300.

## Carrera
Monajemeh va treballar com a astrònoma i consultora dels reis Jala ad-Din Mingburnu i Kayqubad I. Aquella època, els reis tenien una forta creença en l'astronomia i havien aplicat l'astronomia i les matemàtiques a l'estratègia tàctica de les seves batalles. Monajemeh tenia bons coneixements en matemàtiques i astronomia i era famosa en el seu temps pels seus coneixements. A causa del seu coneixement en càlcul i geometria de la interestel·lar, els reis van tenir Monajemeh amb ells en les seves batalles per ajudar-los en el càlcul de les tàctiques i la representació dels plans.
Va estar present en moltes de les batalles sobre els mongols ajudant el rei Jala ad-Din Mingburnu en les estratègies de planificació. Va treballar a Jala ad-Din Mingburnu fins aproximadament l'any 1247. En aquell moment, Jala ad-Din Mingburnu va ser derrotat dels mongols i va ser assassinat al cap d'un temps. Llavors Monajemeh va emigrar a Damasc. Allí, el rei de Seljugy, Kayqubad I, que havia sentit a conèixer els coneixements i habilitats de Monajemeh en càlcul i astronomia, va enviar el seu legat per convidar-lo a la seva cort. Kayqubad va donar la benvinguda a Monajemeh i li va demanar que treballés per ell. Monajemeh va tenir èxits en la batalla de la dinastia Seljuq sobre Llevant i aquests èxits van promoure la seva posició i el rei Kayqubad va vestir la seva túnica de monarca com a honor